# Liste der deutschen Botschafter in Frankreich
Dies ist eine Liste der deutschen Botschafter in Frankreich. Der Botschafter besitzt auch die Akkreditierung für das Fürstentum Monaco. Der frühere Sitz der Botschaft, heute Residenz, ist das Palais Beauharnais in Paris.

## Botschafter

### Botschafter des Deutschen Reichs
| Name                                                         | Bild                                 | Amtszeit                             | Anmerkungen                           |
| Botschafter des Norddeutschen Bundes                         | Botschafter des Norddeutschen Bundes | Botschafter des Norddeutschen Bundes | Botschafter des Norddeutschen Bundes  |
| ------------------------------------------------------------ | ------------------------------------ | ------------------------------------ | ------------------------------------- |
| Robert Heinrich Ludwig von der Goltz (* 1817; † 1869)        |                                      | 1868–1869                            |                                       |
| Karl von Werther (* 1809; † 1894)                            |                                      | 1869–1870                            |                                       |
| / Deutsches Reich                                            |                                      |                                      |                                       |
| Harry Graf von Arnim (* 1824; † 1881)                        |                                      | 1871–1874                            |                                       |
| Prinz Chlodwig zu Hohenlohe-Schillingsfürst (* 1819; † 1901) |                                      | 1874–1885                            |                                       |
| Graf Georg Herbert zu Münster (* 1820; † 1902)               |                                      | 1885–1900                            |                                       |
| Fürst Hugo Julius Eduard von Radolin (* 1841; † 1917)        |                                      | 1900–1910                            |                                       |
| Wilhelm von Schoen (* 1851; † 1933)                          |                                      | 1910–1914                            |                                       |
| Wilhelm Mayer (* 1874; † 1923)                               |                                      | 1920–1923                            |                                       |
| Leopold von Hoesch (* 1881; † 1936)                          |                                      | 1924–1932                            |                                       |
| Roland Köster (* 1883; † 1935)                               |                                      | 1933–1935                            |                                       |
| Johannes Graf von Welczeck (* 1878; † 1972)                  |                                      | 1936–1939                            |                                       |
| Otto Abetz (* 1903; † 1958)                                  |                                      | 1940–1942 1943–1945                  | Tätigkeit in Paris/Vichy, Sigmaringen |

### Botschafter der Deutschen Demokratischen Republik
| Name                                           | Bild                            | Amtszeit                        | Anmerkungen                                                                           |
| Deutsche Demokratische Republik                | Deutsche Demokratische Republik | Deutsche Demokratische Republik | Deutsche Demokratische Republik                                                       |
| ---------------------------------------------- | ------------------------------- | ------------------------------- | ------------------------------------------------------------------------------------- |
| Herbert Merkel (* 1910; † 1967)                |                                 | 1956–1962                       | Handelsrat, Leiter der Vertretung der Kammer für Außenhandel (KfA) der DDR            |
| Herbert Schulze                                |                                 | 1962                            | Leiter der KfA                                                                        |
| Willi Diebenkorn                               |                                 | 1963–1967                       | Leiter der KfA                                                                        |
| Gerhard Schramm (* 1923; † 2010)               |                                 | 1967–1973                       | Handelsrat, Außerordentlicher Gesandter und Bevollmächtigter Minister, Leiter der KfA |
| Diplomatische Beziehungen seit 9. Februar 1973 |                                 |                                 |                                                                                       |
| Gerhard Schramm (* 1923; † 2010)               |                                 | 1973–1974                       | Botschafter                                                                           |
| Ernst Scholz (* 1913; † 1986)                  |                                 | 1974–1976                       | Botschafter                                                                           |
| Werner Fleck (* 1931; † 2018)                  |                                 | 1976–1984                       | Botschafter                                                                           |
| Alfred Marter (* 1934; † 1998)                 |                                 | 1984–1990                       | Botschafter                                                                           |
| Stephan Steinlein (* 1961)                     |                                 | 1990–1990                       | Botschafter                                                                           |

### Botschafter der Bundesrepublik Deutschland
| Name                                          | Bild           | Amtszeit       | Anmerkungen                                                                                   |
| BR Deutschland                                | BR Deutschland | BR Deutschland | BR Deutschland                                                                                |
| --------------------------------------------- | -------------- | -------------- | --------------------------------------------------------------------------------------------- |
| Wilhelm Hausenstein (* 1882; † 1957)          |                | 1950–1955      | bis Mai 1951 Generalkonsul, danach bis 7. Juli 1953 Geschäftsträger, anschließend Botschafter |
| Vollrath von Maltzan (* 1899; † 1967)         |                | 1955–1958      |                                                                                               |
| Herbert Blankenhorn (* 1904; † 1991)          |                | 1958–1963      |                                                                                               |
| Manfred Klaiber (* 1903; † 1981)              |                | 1963–1968      |                                                                                               |
| Sigismund Freiherr von Braun (* 1911; † 1998) |                | 1968–1970      |                                                                                               |
| Hans Helmuth Ruete (* 1914; † 1987)           |                | 1970–1972      |                                                                                               |
| Sigismund Freiherr von Braun (* 1911; † 1998) |                | 1972–1976      |                                                                                               |
| Axel Herbst (* 1918; † 2016)                  |                | 1976–1983      |                                                                                               |
| Franz Jochen Schoeller (* 1926; † 2019)       |                | 1983–1987      |                                                                                               |
| Franz Pfeffer (* 1926; † 2022)                |                | 1987–1991      |                                                                                               |
| Jürgen Sudhoff (* 1935)                       |                | 1991–1995      |                                                                                               |
| Immo Stabreit (* 1933)                        |                | 1995–1998      |                                                                                               |
| Peter Hartmann (* 1935; † 2023)               |                | 1998–2000      |                                                                                               |
| Fritjof von Nordenskjöld (* 1938)             |                | 2000–2004      |                                                                                               |
| Klaus Neubert (* 1942)                        |                | 2004–2007      |                                                                                               |
| Peter Ammon (* 1952)                          |                | 2007–2008      |                                                                                               |
| Reinhard Schäfers (* 1950)                    |                | 2008–2012      |                                                                                               |
| Susanne Wasum-Rainer (* 1956)                 |                | 2012–2015      |                                                                                               |
| Nikolaus Meyer-Landrut (* 1960)               |                | 2015–2020      |                                                                                               |
| Hans-Dieter Lucas (* 1959)                    |                | 2020–2023      |                                                                                               |
| Stephan Steinlein (* 1961)                    |                | seit 2023      |                                                                                               |

## Gesandte deutscher Staaten (vor 1871)

### Badische Gesandte
1791: Aufnahme diplomatischer Beziehungen
- 1713–1734: Johann Rudolf Fäsch (1680–1762), Gesandter
- 1761–1762: Ulrich von Thun (–1788), bevollmächtigter Minister
- 1772–1781: Pierre Samuel du Pont de Nemours (1739–1817), Geschäftsträger
- 1781–1782: Giorgio di Santi, Geschäftsträger
- 1783–1789: Pierre Samuel du Pont de Nemours (1739–1817)

…
- 1803–1809: Emmerich Joseph von Dalberg (1773–1833)
- 1810–1831: Johann Baptist von Pfirdt (1749–1831)
- 1831–1843: Christian Friedrich Gerstlacher (1778–1850)
- 1843–1846: Franz Xaver von Andlaw-Birseck (1799–1876)
- 1846–1871: Ferdinand Allesina von Schweitzer (1799–1877)

1871: Aufhebung der Gesandtschaft

### Hannoversche Gesandte
- 1818: Adolph Graf von Grote (1769–1841)
- 1831–1840: Adolf von Kielmansegg
- 1840–1851: Bodo Albrecht von Stockhausen
- 1852–1855: Adolf von Platen-Hallermund

### Württembergische Gesandte
1650: Aufnahme diplomatischer Beziehungen
…
- 1814–1815: Ferdinand Ludwig von Zeppelin (1772–1829)
- 1815–1817: R. von Schwarz
- 1817–1820: Peter von Gallatin
- 1821–1838: Bernhard von Mülinen (1788–1851)
- 1838–1849: Christian Wilhelm August von Fleischmann (1787–1875)
- 1849–1850: unbesetzt
- 1850–1871: August von Wächter (1807–1879)

1871: Aufhebung der Gesandtschaft